# Milice de Volontaires de la Sécurité Nationale
I Volontaires de la Sécurité Nationale, comunemente conosciuti come Tonton Macoutes, erano gli agenti di quella che era allo stesso tempo sia una milizia sia una polizia segreta, a Haiti, creata nel 1959 alle strette dipendenze del dittatore François Duvalier.

## Storia
I Volontari della Sicurezza Nazionale erano comandati dal braccio destro di Duvalier, Luckner Cambronne. Dopo la caduta di Jean-Claude Duvalier nel 1986 la MVSN fu sciolta.
Alcuni dei suoi componenti si nascosero dietro i sommovimenti politici che caratterizzarono la travagliata storia di Haiti fino al 2000, partecipando anche alla destabilizzazione e caduta del governo democraticamente eletto di Jean-Bertrand Aristide.

## Origine del nome
Il nome Tonton Macoute (letteralmente "zio Sacco di juta") trae origine dalla mitologia creola haitiana. Era il nome di un uomo nero che percorreva le strade al calare delle tenebre, rapendo i bambini che restavano fuori casa troppo a lungo e che infilava nel suo sacco di juta, non lasciando più che di essi si sapesse nulla. Quanti parlavano contro Duvalier, infatti, sparivano di notte e di essi non si trovava più alcuna traccia. Chiunque parlava della Milizia dei Volontari della Sicurezza Nazionale rischiava di essere rapito e da tutto ciò derivò il nomignolo di Tonton Macoutes.